# 無畏山寺
無畏山寺，或阿跋邪祇釐，位于斯里兰卡阿努拉德普勒，是上座部佛教、大乘佛教和金刚乘佛教重要的寺庙遗址，是斯里兰卡国内最重要的佛教朝圣城之一。历史上，它是一个庞大的寺庙中心和皇家都城。